# Wahl zur Nationalversammlung von Suriname 2005
Die Wahl zur Nationalversammlung von Suriname von 2005 fand am 25. Mai 2005 statt.
Die 51 Parlamentssitze der Nationalversammlung (DNA) wurden wie folgt verteilt (in Klammern das Wahlergebnis von 2000):
- Nieuw Front (NF) – 23 Sitze (33)
- A Combinatie – 5 Sitze
- Democratisch Alternatief 91 (DA 91) – 1 Sitz (2)

(Diese drei Parteien bzw. Bündnisse bildeten die Regierungskoalition Neue Front Plus, mit 29 Sitzen)
- Nationale Democratische Partij (NDP) – 15 Sitze (7)
- Volksalliantie Voor Vooruitgang (VVV) – 5 Sitze
- A1 Combinatie – 2 Sitze

(Diese drei Parteien/Bündnisse stellten die Opposition, mit 22 Sitzen).